# 大原里美
大原 里美（おおはら さとみ、1979年7月5日 - ）は、日本の元AV女優。
千葉県出身。

## 略歴
- 1998年 - 『悩ましチューリップ』でAVデビュー。

## 作品

### アダルトビデオ
- 悩ましチューリップ（1998年8月28日、アリスJAPAN）
- ミルキーロマンス（1998年9月25日、アリスJAPAN）
- メスになる女 舐めずり遊戯（1998年12月30日、h.m.p）
- Wedding Robber（1999年4月9日、シネマジック）
- 有名私立女学院の卒業生の告白より 妄想教師に犯されて（1999年11月20日、アートビデオ）
- 淫乳美女縄泣き調教 美肉M倶楽部（2001年9月30日、アートビデオ）他出演:桜田ゆかり
- クライマックスダイジェスト 淫らな堕天使たち（2001年10月10日、アートビデオ）他出演:秋本那夜、加藤静香
- 「わたしの全部見せてア・ゲ・ル」（2002年8月1日、北都）
- 鬼畜輪姦（アタッカーズ）
- 死夜悪 The Best 23 鬼畜輪姦セレクト 6（2002年12月8日、アタッカーズ）

### 映画
- 通貨と金髪（2000年、望月六郎監督）[1]

### 写真集
- 失禁!! コスプレ美少女 (2000年5月30日、三和出版)

## 雑誌
- D・D・Toppers（英知出版）1998年12月号（表紙、グラビア）
- ビデオ・ザ・ワールド 1998年12月号、1999年02月号
- ベストカメラ 1999年01月号
- 投稿ニャンニャン倶楽部 1999年03月号
- オレンジ通信 1999年5月号
- 熱烈投稿 1999年06月号